# 830-839
De jaren 830-839 (van de christelijke jaartelling) zijn een decennium in de 9e eeuw.

## Gebeurtenissen en ontwikkelingen

### Frankische Rijk
- 830 : Begin van de Frankische burgeroorlog. Wala van Corbie overtuigt Pepijn van het gevaar van Bernhard van Septimanië. Pepijn trekt met een leger naar Parijs en ontmoet zijn broer Lodewijk de Duitser even ten noorden van Parijs. Hun vader, Lodewijk de Vrome, keert terug van weer een campagne tegen Bretagne (juist begonnen om door een externe vijand te bestrijden de eenheid te bewaren) en gaat naar Compiègne. Daar wordt hij door Pepijn gevangengenomen. Judith wordt in Poitiers gevangengezet en Bernhard van Septimanië vlucht naar Barcelona.
- De oudste broer en eerste erfgenaam, Lotharius, trekt in 831 met een groot leger naar het noorden en roept in Nijmegen een rijksdag bijeen. Lodewijk de Vrome had Pepijn en Lodewijk de Duitser echter een groter deel in de erfenis beloofd dan Lotharius aanbood en ook de lokale edelen blijven trouw aan Lodewijk de Vrome. Op de rijksdag moeten de zoons hun vader weer als koning erkennen. Lotharius wordt begenadigd, maar wordt wel naar Italië verbannen.
- Wala en andere belangrijke edelen en geestelijken die achter de opstand zaten, werden verbannen. Het gebied van Pepijn werd uitgebreid tot aan de Somme. Het gebied van Lodewijk de Duitser wordt uitgebreid tot aan de Rijn. Karel krijgt het tussenliggende gebied van de Moezel tot aan de Provence. Lotharius houdt alleen Italië over.
- 833 : Het Groot-Moravische Rijk scheurt zich af.

#### Lage landen
- Dorestad wordt tussen 834 en 837 viermaal geplunderd door Vikingen uit Denemarken. Daarna wordt de stad niet meer opgebouwd en in 840 overgedragen aan Deense kooplieden en geldschieters.

### Byzantijnse Rijk
- 832 : Keizer Theophilos vaardigt, onder invloed van zijn hofgeestelijken, een edict uit tegen de verering van iconen. In het Byzantijnse Rijk wordt het aanbidden van de afbeeldingen streng verboden.
- 837 : De iconoclast Johannes VII Grammaticus, leermeester van Theophilos, wordt patriarch van Constantinopel.

### Christendom
- 832 : Ansgarius vergezelt de bekeerde koning van Jutland, Harald Klak, terug naar zijn thuisland na diens ballingschap. Hij wordt zendeling in Denemarken en Zweden en richt de eerste kerk in Zweden. Hij wordt abt van de nieuwe abdij van Corbie in 834, bisschop van Hamburg en pauselijk legaat van Gregorius IV voor Scandinavië.

### Wetenschap
- ca830 : Kalief Al-Ma'moen opent het Huis der Wijsheid in Bagdad.

## Heersers

### Europa
- Asturië: Alfons II (791-842)
- Bulgaren: Omoertag (814-831), Malamir (831-836), Presjan I (836-852)
- Byzantijnse Rijk: Theophilos (829-842)
- Denemarken: Horik I (815-854)
- Engeland en Wales
  - Gwynedd: Merfyn Frych (825-844)
  - Kent: Æthelstan (839-854)
  - Mercia: Wiglaf (827-839)
  - Northumbria: Eanred (810-844)
  - Wessex: Egbert (802-839), Æthelwulf (839-855)
- Franken: Lodewijk de Vrome (814-840)
  - Aquitanië: Pepijn I (817-838), Pepijn II (838-864), Karel de Kale (838-855)
  - Aragon: Garcia Galindez (820-833), Galindo Garcés (833-844)
  - Barcelona: Bernhard van Septimanië (826-844)
  - Toulouse: Bernhard van Septimanië (816-844)
  - Vlaanderengouw: Ingelram (ca. 817-851)
- Italië: Lotharius I (818-855)
  - Benevento: Siko (817-832), Sicard (832-839), Radelchis I (839-851)
  - Spoleto: Adelchis I (824-834), Lambert I van Nantes (834-836), Berengar (836-841)
- Navarra: Ínigo Íñiguez Arista (824-851)
- Omajjaden (Córdoba): Abd-ar-rahman II (822-852)
- Servië - Prosigoj (822-836), Vlastimir (836-863)
- Venetië (doge): Giovanni I Participazio (829-837), Pietro Tradonico (837-864)

### Azië
- Abbasiden (kalief van Bagdad): al-Ma'moen (813-833) Al-Mu'tasim (833-842)
- China (Tang): Wenzong (827-840)
- India
  - Pallava: Dantivarman (795-846)
  - Rashtrakuta: Amoghavarsha (814-878)
- Japan: Junna (823-833), Nimmyo (833-850)
- Khmer: Jayavarman II (802-850)
- Perzië (Samaniden): Saman Khoda (819-864)
- Silla (Korea): Heungdeok (826-836), Huigang (836-838), Minae (838-839), Sinmu (839), Munseong (839-857)
- Tibet: Tri Ralpachan (ca. 815-841)

### Afrika
- Idrisiden (Marokko): Mohammed ibn Idris (828-836), Ali ibn Idris (836-848)
- Ifriqiya (Tunesië, Aghlabiden): Ziyadat Allah I (817-838), al-Aghlab Abu Iqal (838-841)
- Rustamiden (Algerije): Abu Sa'id Aflah (823-872)

### Religie
- paus: Gregorius IV (827-844)
- patriarch van Alexandrië (Grieks): Christoforus I (817-841)
- patriarch van Alexandrië (koptisch): Jacobus (819-830), Simeon II (830), Jozef I (831-849)
- patriarch van Antiochië (Grieks): Nicolaas (826-834), Simeon (834-840)
- patriarch van Antiochië (Syrisch): Dionysius I van Tellmahreh (817-845)
- patriarch van Constantinopel: Antonius I (821-836), Johannes VII Grammaticus (836-843)
- imam (sjiieten): Muhammad al-Taqi (817-835), Ali ibn Muhammad (835-868)

<< · 830 · 831 · 832 · 833 · 834 · 835 · 836 · 837 · 838 · 839 · >>
<< · 800-809 · 810-819 · 820-829 · 830-839 · 840-849 · 850-859 · 860-869 · 870-879 · 880-889 · 890-899 · >>